# آيت حمو (آيت سعدلي سرو)
آيت حمو هو دُوَّار يقع بجماعة كروشن، إقليم خنيفرة، جهة بني ملال خنيفرة في المملكة المغربية. ينتمي الدوّار لمشيخة آيت سعدلي سرو التي تضم 4 دواوير. يقدر عدد سكانه بـ 252 نسمة حسب الإحصاء الرسمي للسكان والسكنى لسنة 2004.

## وصلات خارجية
- البوابة الوطنية للجماعات الترابية
- المندوبية السامية للتخطيط